# Sassy
Sassy är en kommun i departementet Calvados i regionen Normandie i norra Frankrike. Kommunen ligger i kantonen Morteaux-Coulibœuf som ligger i arrondissementet Caen. År 2022 hade Sassy 212 invånare.

## Befolkningsutveckling
Antalet invånare i kommunen Sassy
Referens:INSEE